# Soluté

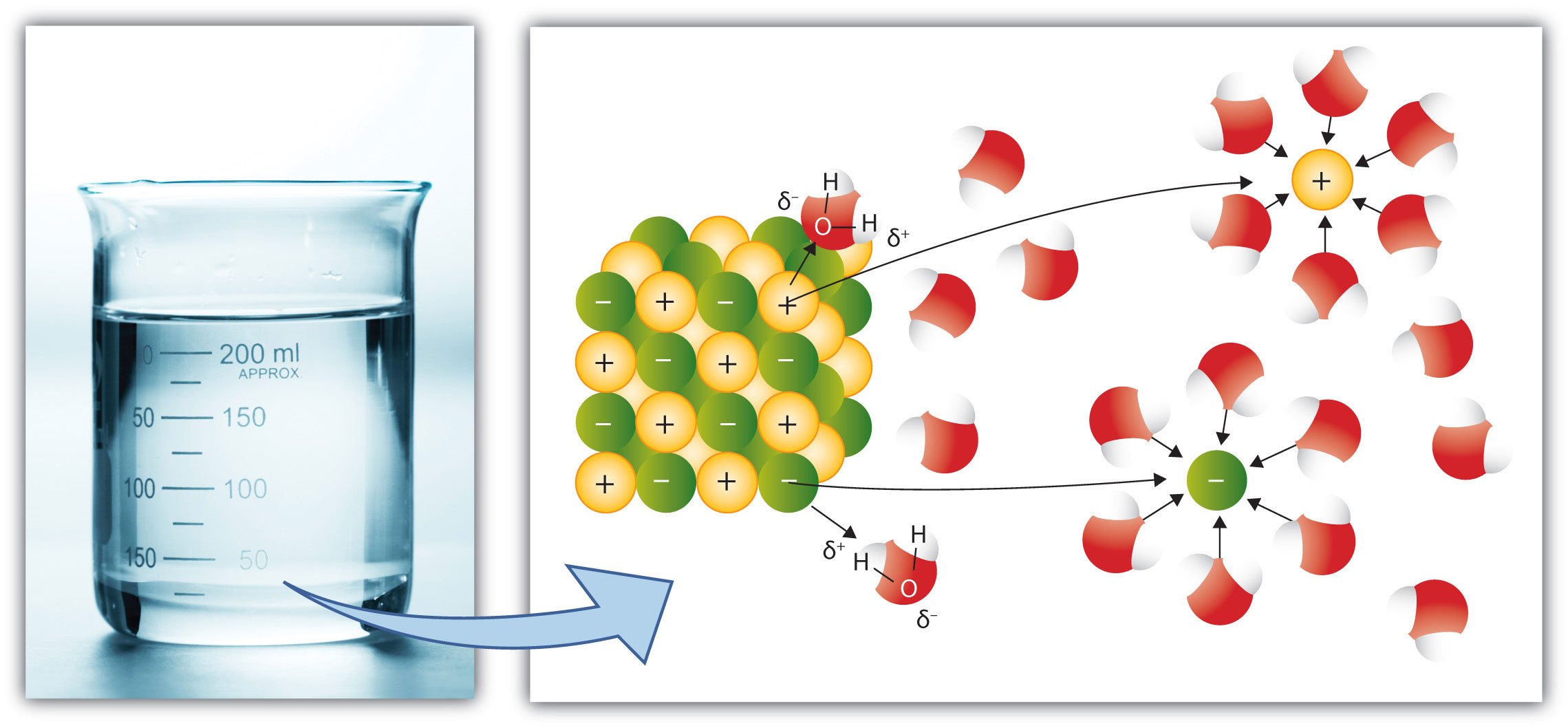
Schéma moléculaire de la dissolution du chlorure de sodium dans l'eau : le sel est le soluté, l'eau le solvant.

Pour les solutions liquides (phase homogène liquide contenant plusieurs espèces chimiques), les espèces minoritaires sont appelées solutés. Ces espèces sont dissoutes par le solvant.
Par exemple, dans une solution aqueuse de sulfate de cuivre de concentration 0,01 mol/l, l'eau est le solvant et les ions de sulfate et cuivre(II) sont les solutés.
Un soluté peut être :
- un gaz : dichlore, ammoniac ;
- un liquide : acide sulfurique ;
- un solide :
  - moléculaire : saccharose ;
  - ionique : chlorure de sodium.